# Elecciones presidenciales de Estados Unidos de 2012 en Illinois
Las elecciones presidenciales de 2012 en Estados Unidos en Illinois se llevaron a cabo el 6 de noviembre de 2012, como parte de las Elecciones presidenciales de Estados Unidos de 2012 en las cuales los 50 estados más  Distrito de Columbia participó. Los votantes de Illinois eligieron 20 electores para representarlos en el  Colegio Electoral a través de un voto popular que enfrenta a titular  Demócrata  Presidente  Barack Obama y su compañero de fórmula,  Vicepresidente Joe Biden, contra el  Republicano retador y ex  Gobernador de Massachusetts Mitt Romney y su compañero de fórmula,  Congresista Paul Ryan. El boleto de Obama / Biden ganó Illinois con 57.60% del voto popular para el 40.73% de Romney / Ryan, ganando así los 20 votos electorales del estado por un margen de 16.87%.
- Datos: Q3586513
- Multimedia: United States presidential election in Illinois, 2012 / Q3586513